# 新多治見駅
新多治見駅（しんたじみえき）は、かつて岐阜県多治見市にあった東濃鉄道笠原線の駅（廃駅）である。当駅は東海旅客鉄道（JR東海）中央本線多治見駅の付近にあった駅でもある。

## 歴史
- 1928年（昭和3年）7月1日：笠原鉄道開業に際し開設。
- 1937年（昭和12年）6月1日：徒歩連絡解消のため鉄道省多治見駅まで0.3 km延伸。
- 1944年（昭和19年）3月1日：笠原鉄道が駄知鉄道等と合併し、東濃鉄道（2代）が発足。同社の笠原線となる。
- 1971年（昭和46年）6月12日：乗客数の減少により、笠原線の旅客鉄道営業休止。以降同線は貨物鉄道営業のみとなり、当駅は旅客駅としての役割を終え、実質廃駅となる。貨物鉄道営業では多治見駅まで貨物用連絡線の中継点となる。
- 1978年（昭和53年）11月1日：笠原線廃止により廃駅となる。

## 駅構造
1面1線のプラットホームと1線の貨物線を有していた。沿線の主産業である陶磁器製品を運搬するため、国鉄と連帯運輸契約を結んでおり、多治見駅との間に貨物用連絡線が存在していた。駅構内には側線も存在していたという。
貨物用連絡線があり線路は繋がっていたが、多治見駅へは古虎渓方よりスイッチバックする形となっていた。旅客は当駅と多治見駅との間で徒歩連絡していた。

## 現況
当駅は多治見駅の南側に存在していた。駅跡地は有料駐車場となっている。

## 隣の駅
東濃鉄道
笠原線
多治見駅 - 新多治見駅 - 本多治見駅